# Rubén Pedro Bonnet
Rubén Pedro Bonnet (Pergamino, Argentina, 1 de febrero de 1942 - Base Aeronaval Almirante Zar, Trelew, Argentina, 22 de agosto de 1972) fue un guerrillero argentino, perteneciente al Ejército Revolucionario del Pueblo, asesinado durante la llamada Masacre de Trelew. Usaba los apodos de Tito y El Indio.

## Actividad política
Proveniente de una familia humilde de Pergamino, comenzó su militancia estudiantil mientras cursaba la escuela secundaria. Ingresó en la Facultad de Ciencias Económicas de la Universidad de Buenos Aires, donde continuó a partir de 1961 su militancia política en el grupo Palabra Obrera que orientaba Nahuel Moreno, que en esos años adhería al “entrismo” al peronismo, táctica política empleada por algunos grupos trotskistas de la IV Internacional consistente en que sus miembros se afilien (entren) en los grandes partidos de masas con el objetivo de transformar estos partidos reformistas en partidos revolucionarios. Bonnet abandonó entonces sus estudios para "proletizarse" e ingresó a trabajar en la empresa textil Sudamtex primero y en la alimenticia Nestlé después.
En 1965 se incorporó al Partido Revolucionario de los Trabajadores surgido de la fusión entre Palabra Obrera y el FRIP Frente Revolucionario Indoamericanista Popular liderado por Mario Roberto Santucho. 
En febrero de 1968 participó en el IV Congreso del Partido Revolucionario de los Trabajadores en el cual el partido se dividió en dos fracciones: el PRT - La Verdad, que con el liderazgo de Nahuel Moreno era partidario de la estrategia insurreccional y el PRT - El Combatiente (EC), conducido por Santucho que se inclinó por la guerra de guerrillas, uniéndose Bonnet a este último sector. Junto con Santucho, Luis Pujals y Antonio del Carmen Fernández viajó al mes siguiente a Cuba para recibir instrucción militar.
Los sucesos de Mayo de 1968 lo encuentran en París realizando gestiones junto con Santucho ante la IV Internacional para que se reconozca al PRT-EC como sección oficial de la misma.
Antes de la creación formal de un ejército por el partido participó en la organización de comandos armados y, entre otras acciones, integró en enero de 1969 el grupo que realizó un robo realizado en la ciudad de Escobar en la provincia de Buenos Aires.
Fue uno de los 35 delegados que en el V Congreso del Partido Revolucionario de los Trabajadores reunidos los días 29 y 30 de julio de 1970 deciden mantener la adhesión del partido a la IV Internacional y fundar el Ejército Revolucionario del Pueblo. Bonnet fue elegido miembro del Comité Ejecutivo y responsable de la Regional Provincia de Buenos Aires y entre 1970 y 1971 realiza una serie de acciones que comprnede, entre otras, la toma de una subcomisaría de Florida, provincia de Buenos Aires, el ataque contra la guardia del dirigente sindical Rogelio Coria, el robo de material médico en la Clínica San Isidro y robo de armamento.
En enero de 1971, cuando la conducción se va alejando del trotskismo, a propuesta de Santucho fue separado del Comité Ejecutivo. Sigue participando en otras acciones armadas y el 31 de marzo de 1971 fue detenido cuando iba en un automóvil robado y encarcelado en la Cárcel de Villa Devoto. En septiembre de 1971 es uno de los impulsores de una huelga de hambre y tiempo después fue trasladado al penal de Rawson.

## Fuga y masacre en Trelew
El 15 de agosto de 1972 Bonnet se fugó del penal junto a otros integrantes del ERP, las FAR y Montoneros, en un resonante operativo durante el cual asesinaron al guardiacárcel Juan Gregorio Valenzuela. Por fallas en el operativo sólo un puñado de dirigentes guerrilleros llegó a tiempo al aeropuerto y Bonnet, que comandaba un segundo grupo de 19 evadidos logró arribar por sus propios medios en tres taxis al aeropuerto, pero llegaron tarde, justo en el momento en que la aeronave despegaba rumbo al vecino país de Chile, gobernado entonces por el socialista Salvador Allende. 
Al ver frustradas sus posibilidades, luego de ofrecer una conferencia de prensa a cargo de Bonnet este contingente depuso sus armas sin oponer resistencia ante los efectivos militares de la Armada que mantenían rodeada la zona, solicitando y recibiendo públicas garantías para sus vidas en presencia de periodistas y autoridades judiciales.
Una patrulla militar bajo las órdenes del capitán de corbeta Luis Emilio Sosa, segundo jefe de la Base Aeronaval Almirante Zar, condujo a los prisioneros recapturados dentro de una unidad de transporte colectivo hacia dicha dependencia militar. Ante la oposición de éstos y el pedido de ser trasladados de regreso nuevamente a la cárcel de Rawson, el capitán Sosa adujo que el nuevo sitio de reclusión era transitorio, pues dentro del penal continuaba el motín y no estaban dadas las condiciones de seguridad.
Al arribar el contingente al nuevo destino de detención, el juez Alejandro Godoy, el director del diario Jornada, el subdirector del diario El Chubut, el director de LU17 Héctor "Pepe" Castro y el abogado Mario Abel Amaya, quienes acompañaban como garantes a los detenidos, no pudieron ingresar con ellos y fueron obligados a retirarse.
A las 3:30 del 22 de agosto, en la Base Naval Almirante Zar, los 19 detenidos fueron despertados y sacados de sus celdas. Según testimonios de los tres únicos reclusos sobrevivientes, mientras estaban formados y obligados a mirar hacia el piso fueron ametrallados por una patrulla a cargo del capitán de corbeta Luis Emilio Sosa y del teniente Roberto Guillermo Bravo, falleciendo en el acto o rematados después con armas cortas la mayoría de ellos, incluido Bonnet.